# Oralidad
La oralidad, en lingüística, designa el modo de comunicación verbal a través de sonidos producidos por medio del aparato fonador humano (laringe, faringe, fosas nasales y cavidad bucal), y percibidos por medio del oído. Es el primer modo de comunicación complejo utilizado en las sociedades humanas antes de la escritura, que no necesariamente nace en todas.

## Análisis lingüístico
La oralidad se caracteriza por rasgos peculiares que la distinguen de otros modos de expresión. El ser humano se expresa con todos sus sentidos, tacto, olfato, gusto, y sobre todo auditivo y visual. Hay expresiones no verbales extremadamente buenas, como la gesticulación. Sin embargo el lenguaje accede a un nivel más complejo con la enunciación verbal, es decir, con palabras, códigos convencionales combinados con otros.
El hecho de que esas palabras sean bajo la forma de audiolectos (código auditivo) y no grafolectos (código visual, como la escritura) crea muchas diferencias.

### Una palabra auditiva, enunciada en un tiempo y un espacio efímeros
El enunciado oral se percibe a partir de sonidos. El sonido, en la oralidad, es la manifestación de la palabra. El sistema verbal se compone de unidades abstractas, los fonemas. La palabra oral es efímera, ya que ocupa un espacio limitado a su enunciación en el tiempo. En efecto, contrariamente a la lectura, que reconoce la palabra en su globalidad (lectura de método global), la palabra oral no es inmóvil y global. Cuando un locutor dice "permanencia", el receptor entiende el sentido solamente cuando “-nencia” ha sido pronunciado, y el sonido “perma-” ha dejado de existir. Toma existencia sólo cuando deja de existir y es posible recordar el sonido en su globalidad. De ahí los problemas de comunicación que tienen los locutores. No se puede volver a percibir la forma exacta, ya que esta tiene que ser repetida. Lo oral tiene una limitación temporal de la que carece la escritura.

### Lengua hablada distinta de lengua escrita
En todas las culturas donde se desarrolló la escritura vemos que la lengua hablada tiende a alejarse de la lengua escrita, como el caso del árabe clásico y del árabe dialectal. En francés el pretérito indefinido sólo se utiliza para los documentos escritos. En el lenguaje oral, está reemplazado por el pretérito perfecto. La lengua escrita corresponde a una fijación de un estado determinado de la lengua oral erigido en modelo correcto. Sin embargo, la oralidad es una puesta en práctica más innovadora que la lengua escrita, ya que se utiliza en vida cotidiana y enfrenta a las nuevas necesidades de comunicación. La entrada en el diccionario de nuevas palabras muestra que la oralidad es la primera etapa dentro del proceso de evolución de una lengua.

## Características de la oralidad primaria según Walter Ong
El filólogo norteamericano Walter Ong distingue dos tipos de oralidad: la oralidad primaria, que corresponde a una lengua oral dentro de una sociedad sin escritura, y la oralidad secundaria, que define a una lengua hablada dentro de una sociedad que posea la escritura, y que no la necesita como soporte de la memoria colectiva, ya que ese papel lo desempeña la escritura.

### Acumulativas antes que subordinadas
Gramaticalmente, la oralidad tiende a acumular proposiciones independientes en vez de subordinarlas, como se hace en la lengua escrita. Ong toma el ejemplo de un pasaje del Génesis I: 1-5 con la versión de Douay, (1610), donde las conjunciones “and”, en inglés son muy presentes: “In the beginning God created heaven and earth. And the earth was void and empty, and darkness was on the face of the deep; and the spirit of God moved over the waters. And God said…”

### Acumulativas antes que analíticas
Para la oralidad primaria, la mnemotecnia es una de las que siempre da funciones de la lengua. Se piensa por grupos de entidades, por fórmulas agregativas y no por elementos que se quedan solos. La tradición oral prefiere decir “el valiente soldado” que solamente “el soldado”.  En realidad se combinan grupos más que elementos sueltos e independientes.

### Redundantes o copiosos
Por la situación misma de la comunicación oral, ese modo de expresión es redundante ya que la mente humana tarda tiempo en entender lo que dice el locutor ya que la frase una vez pronunciada no existe. La redundancia mantiene los dos polos de una comunicación (emisor y receptor) en una misma sintonía. En un discurso la redundancia permite fijar más el público sobre el sentido de las palabras y permite al orador seguir adelante mientras buscar cómo seguir. La situación de oralidad odia las pausas.

### Conservadoras y tradicionalistas
En una cultura oral primaria, el conocimiento que no se repite en voz alta desaparece pronto. Por eso en la oralidad primaria el lenguaje sirve para almacenar el conocimiento, y es por eso que su patrimonio es sumamente tradicionalista y conservador. Los mitos siempre son los mismos, y la originalidad consiste más en variantes y la capacidad del cuentista para con su público que en una nueva estructura narrativa como tal.

### Cerca del mundo humano vital
Las culturas orales solo pueden transmitir un conocimiento limitado. Ha de ser esencial, cerca del mundo vital humano. La oralidad no puede dar a luz a producciones de vulgarizaciones técnicas como las enciclopedias o creaciones abstractas.

### De matices agonísticas
El marco de comunicación oral supone mucho más que en una comunicación escrita, una lucha entre los participantes. Los dichos están hechos para retar al otro, para que pueda contestar con uno mejor. Lo vemos en la Ilíada durante escenas de combates verbales. Existen en culturas del Caribe ese tipo de retos llamados “dozen” “joning” o “sounding”. Como en los antagonismos, la oralidad primaria es muy prolija en alabanzas.

### Empáticas y participantes antes que objetivamente apartadas
Aprender en una cultura oral primaria significa identificarse fuertemente con el conocimiento por medio de la empatía. El narrador se identifica muy fácilmente con el héroe.

### Homeostáticas
Homeostáticas significa que el enunciado oral tiene valor únicamente dentro de la situación de comunicación. Lo oral sólo toma sentido si está conectado con la experiencia vital de sus hablantes: así pueden desaparecer ciertas palabras o episodios narrativos del patrimonio oral.

### Situacionales antes que abstractas
La oralidad primaria concibe los conceptos relacionándolos con el ámbito inmediato del hombre y a su experiencia vital. En un estudio de Luria, la parte de gente analfabeta que entrevista describen formas geométricas por nombres de objetos semejantes. Tiene un pensamiento situacional, se concibe al concepto en una situación concreta y no lógica.

## El patrimonio oral
Al carácter efímero de la oralidad respondieron las sociedades primarias por un sistema de repetición y de patrones que conservan el saber. Las fórmulas, los dichos y ritmos son imprescindibles para que se transmita el conocimiento. Desde 2005 se reconoce esos fenómenos culturales en la Unesco. Se crea el Patrimonio Oral e Inmaterial de la Humanidad  según la UNESCO, "el ámbito “tradiciones y expresiones orales” abarca una inmensa variedad de formas habladas, como proverbios, adivinanzas, cuentos, canciones infantiles, leyendas, mitos, cantos y poemas épicos, sortilegios, plegarias, salmodias, canciones, representaciones dramáticas, etc."

### Relatos orales
Los relatos orales, ya sean mitos, leyendas, cuentos o chistes se transmiten de generación en generación, y esa transmisión crea variaciones: son un modo de conocimiento oral. Así el mito de la princesa griega Ifigenia tiene varios desenlaces, como el cuento de Caperucita Roja.

### Dichos
Los dichos atesoran la sabiduría pragmática de las sociedades y tienen una forma idónea para la memorización: son cortos y contienen figuras rítmicas y métricas fáciles de aprender.

## La integración de la oralidad en la literatura
En el siglo XIX, el romanticismo marca la valorización del patrimonio popular oral en la cultura europea con los hermanos Grimm y su trabajo de escritura de cuentos orales y la introducción dentro de textos literarios de formas orales y populares. La novela Los miserables, de Víctor Hugo, escritor romántico, marca también en Francia la introducción de un lenguaje oral dentro de los diálogos para representar con verosimilitud a las clases populares. En América Latina, esa introducción de formas orales en las novelas y otras obras literarias pasa por una definición del español latinoamericano como lenguaje distinto del castellano ibérico, con sus propios coloquialismos y préstamos de lenguas indígenas. Ángel Rama cita como ejemplo de oralidad incluida en la ficción el lenguaje de los campesinos en Pedro Páramo, de Juan Rulfo, mezcla de náhuatl y castellano.

## Pluralidad de las formas de oralidad hoy
Ong define la segunda oralidad como la oralidad que se apoya sobre la escritura. Surge con los nuevos medios de comunicación otra suerte de oralidad: si es un discurso oral el que oímos en la televisión, lo es únicamente por su modo de expresión, no por su organización. Son discursos orales pre escritos, que se elaboran en esta lógica. Escritura y oralidad son permeables a la era de la tecnología digital: los mensajes de texto se elaboran de manera similar al oral, con faltas de ortografía, abreviaciones y repeticiones en el discurso. Siguen el pensamiento del emisor sin que se aplique las reglas gramaticales y discursivas de un texto escrito.